# Мендюкинский сельсовет
Мендюкинский сельсовет — упразднённая административно-территориальная единица, существовавшая на территории Рязанской губернии и Московской области до 1954 года.
Мендюкинский сельсовет был образован в первые годы советской власти. В конце 1920-х годов он входил в состав Зарайской волости Зарайского уезда Рязанской губернии.
В 1929 году Мендюкинский с/с был отнесён к Зарайскому району Коломенского округа Московской области.
17 июля 1939 года к Мендюкинскому с/с был присоединён Пронюхловский с/с (селения Пронюхлово и Потлово).
14 июня 1954 года Мендюкинский с/с был упразднён. При этом его территория была передана в Жемовский с/с.